# Социология литературы
Социология литературы — подраздел социологии культуры, изучающий общественное производство литературы и его социальные последствия.
Также её характеризуют как «смежная область социологии и литературоведения, исследующая зависимость литературы от общества и ее взаимосвязь с обществом, а также изучающая социальные функции художественной литературы и творчества».

## История
Важным шагом в становлении социологии литературы была работа Дьёрдя Лукача «Теория романа», впервые опубликованная на немецком языке в 1916 году. В 1920 году он был переиздан в книжной форме, и эта версия сильно повлияла на Франкфуртскую школу. Второе издание, опубликованное в 1962 году, в свою очередь повлияло на французский структурализм.
Общетеоретические проблемы социологии литературы исследовались в работах Д. Лукача, В. Беньямина, К. Кодуэлла. В начале 1930-х годов вышел ряд более узко и конкретно ориентированных работ по социологии литературы — Л. Л. Шюккинга, Э. Ауэрбаха, В. Г. Брадфорда, в 1940-х годах — Г. Пейера, Г. Левина и других.
В 1950—1960-е годы в западноевропейской социологии литературы, с одной стороны, углубляется линия на конкретизацию социологических исследований литературы (вплоть до применения количественных методов), а с другой стороны — нарастает реакция на сугубый эмпиризм англо-американской школы. Для первой тенденции характерны работы Р. Уилсона, М. Альбрехта, Д. Данкана, Р. Эскарпи; для второй — работы Т. В. Адорно, Л. Гольдмана.
Среди современных работ ярким примером является книга Пьера Бурдьё «Les Règles de L’Art: Genèse et Structure du Champ Littéraire» (1992), переведённая Сьюзан Эмануэль как «Правила искусства: генезис и структура литературного поля» (1996).

## Критика
Социолог М. С. Черновская указывает, что сам термин «социология литературы», появившийся в зарубежной социологии в XX веке, до сих пор вызывает споры и критику по поводу того, является ли она «автономной дисциплиной или её место на стыке социологии и литературоведения». При этом «литературоведы рассматривают художественное произведение как произведение искусства, обладающее эстетической ценностью, а социологов литературы интересует создание, восприятие и интерпретация литературного произведения и его социальный „background“. В европейской традиции различают „литературную социологию“ как часть литературоведения, занимающуюся непосредственно литературным текстом с социолингвистической точки зрения, и „социологию литературы“ как часть социологии, применяющую социологические методы при изучении книжного рынка, распространения литературы, успеха у публики. В американской традиции социологи литературы в основном изучают организации и рынки, а также вкусы, предпочтения и практики читателей в определенных социальных группах, придавая большее значение эмпирическому анализу, чем теоретическим разработкам».

### на русском языке
- Вахеметса А. Л.[эст.], Плотников С. Н. Человек и искусство. (Проблемы конкретно-социологических исследований искусства) — М.: Мысль, 1968. — 198 с.
- Гудков Л., Дубин Б., Страда В. Литература и общество: Введение в социологию литературы. — М.: РГГУ; Институт европейских культур, 1998. — 80 с.
- Давыдов Ю. Н. Искусство как социологический феномен. М., 1968.
- Давыдов Ю. Н. Социология литературы // Краткая литературная энциклопедия / Гл. ред. А. А. Сурков. — М.: Советская энциклопедия, 1972. — Т. 7: «Советская Украина» — Флиаки. — Стб. 105—110.
- Канторович В. Социология и литература, в его книге: Глазами литератора. М., 1970.
- Моретти Ф. Дальнее чтение = Distant Reading (2013). — Издательство Института Гайдара, 2016. — 352 с. — ISBN 978-5-93255-446-3
- Новожилова Л. И. Социология искусства. Л., 1968.
- Сакулин П. Н. Социологический метод в литературоведении. М., 1925.
- Тодд, Уильям Миллс[вд] Социология литературы: идеология, институты, нарратив. / Пер. с англ. А. Д. Степанова. — СПб. : БиблиоРоссика ; Бостон : Academic studies press, 2020. — 349 с. — (Современная западная русистика. Contemporary Western Rusistika) — ISBN 978-5-6043579-5-8
- Шюккинг Л.[англ.] Социология литературного вкуса = Die Soziologie der literarischen Geschmacksbildung. / Под ред. и с предисл. В. М. Жирмунского. — Л., 1928.

### на других языках
- Theodor W. Adorno, (1991) Notes to Literature, Vol. 1, trans. Shierry Weber Nicholson, ed. Rolf Tiedemann, New York: Columbia University Press.
- Theodor W. Adorno, (1992) Notes to Literature, Vol. 2, trans. Shierry Weber Nicholson, ed. Rolf Tiedemann, New York: Columbia University Press.
- Walter Benjamin, (1977) The Origin of German Tragic Drama, trans. John Osborne, London: New Left Books.
- Carlo Bordoni. Introduzione alla sociologia della letteratura. Pisa: Pacini, 1974.
- Pierre Bourdieu, (1984) Distinction: A Social Critique of the Judgement of Taste, trans. Richard Nice, London: Routledge and Kegan Paul.
- Pierre Bourdieu, (1996b) The Rules of Art: Genesis and Structure of the Literary Field, trans. Susan Emanuel, Cambridge: Polity Press.
- Elizabeth and Tom Burns[англ.] eds, (1973) Sociology of Literature and Drama, Harmondsworth: Penguin.
- Peter Bürger, (1984) Theory of the Avant-Garde, trans. Michael Shaw, Minneapolis: University of Minnesota Press.
- Pascale Casanova[фр.], (2005) The World Republic of Letters, trans. M.B. Debevois, Cambridge, Mass.: Harvard University Press.
- Lewis A. Coser, Charles Kadushin and Walter W. Powell, (1985) Books: The Culture and Commerce of Publishing, Chicago: University of Chicago Press.
- Edmond Cros, (1988) Theory and Practice of Sociocriticism, trans. J. Schwartz, Minneapolis: University of Minnesota Press[англ.].
- Terry Eagleton, (1976) Criticism and Ideology, London: New Left Books.
- Robert Escarpit, (1966) The Book Revolution, London: George Harrap.
- Robert Escarpit. The Sociology of Literature, trans. E. Pick. London: Cass, 1971.
- Lucien Febvre and Henri-Jean Martin, (1976) The Coming of the Book: The Impact of Printing 1450—1800, trans. David Gerard, ed. Geoffrey Nowell-Smith and David Wootton, London: New Left Books.
- Lucien Goldmann, (1964) The Hidden God: A Study of Tragic Vision in the 'Pensées' of Pascal and the Tragedies of Racine, trans. Philip Thody, London: Routledge and Kegan Paul.
- Lucien Goldmann. Towards a Sociology of the Novel, trans. Alan Sheridan. London: Tavistock, 1975.
- Jürgen Habermas, (1989) The Structural Transformation of the Public Sphere: An Inquiry into a Category of Bourgeois Society, trans. T. Burger, Cambridge: Polity Press.
- John A. Hall[англ.], (1979), The Sociology of Literature, London: Longman.
- Fredric Jameson, (1981) The Political Unconscious: Narrative as a Socially Symbolic Act, London: Methuen.
- Diana T. Laurenson and Alan Swingewood, The Sociology of Literature, London: McGibbon and Kee, 1972.
- Leo Löwenthal, (1986) Literature and the Image of Man, New Jersey: Transaction Publishers.
- Leo Löwenthal. A margine. Teoria critica e sociologia della letteratura, a cura di C. Bordoni. Chieti: Solfanelli, 2009.
- Georg Lukács, (1962) The Historical Novel, trans. Hannah and Stanley Mitchell, London: Merlin Press.
- Lukaсs G. Die Theorie des Romans. Berlin, 1920.
  - Georg Lukács, (1971) The Theory of the Novel: A Historico-Philosophical Essay on the Forms of Great Epic Literature, trans. A. Bostock, London: Merlin Press.
- Pierre Macherey[англ.], (1978) A Theory of Literary Production, trans. G. Wall, London: Routledge and Kegan Paul.
- Peter H. Mann, (1982) From Author to Reader: A Social Study of Books, London: Routledge and Kegan Paul.
- Andrew Milner[англ.], (1981) John Milton and the English Revolution: A Study in the Sociology of Literature, London: Macmillan.
- Andrew Milner[англ.], (2005) Literature, Culture and Society, second edition, London and New York: Routledge.
- Franco Moretti, (1988) Signs Taken For Wonders: Essays in the Sociology of Literary Forms, second edition, trans. Susan Fischer, David Forgacs and David Miller, London: Verso.
- Franco Moretti, (1998) Atlas of the European Novel 1800—1900, London: Verso.
- Christopher Prendergast, ed., (2004) Debating World Literature, London: Verso.
- Jane Routh and Janet Wolff eds, (1977) The Sociology of Literature: Theoretical Approaches, Keele: Sociological Review Monographs.
- Alan Sinfield[англ.], (1992) Faultlines: Cultural Materialism and the Politics of Dissident Reading, Oxford: Oxford University Press.
- Alan Sinfield[англ.], (1997) Literature, Politics and Culture in Postwar Britain, second edition, London: Athlone Press.
- Diana Spearman[англ.], (1966) The Novel and Society, London: Routledge and Kegan Paul.
- Ian Watt, (1963) The Rise of the Novel: Studies in Defoe, Richardson and Fielding, Harmondsworth: Penguin.
- Raymond Williams, (1961) The Long Revolution, London: Chatto and Windus.
- Raymond Williams, (1970) The English Novel from Dickens to Lawrence, London: Chatto and Windus.
- Raymond Williams, (1973) The Country and the City, New York: Oxford University Press.
- Raymond Williams, (1977) Marxism and Literature, Oxford: Oxford University Press.
- Raymond Williams, (1981) Culture, Glasgow: Fontana.
- Zima P. V.[нем.] Pour une sociologie du texte litteraire. Paris: UGE, 1978.
- Pierre V. Zima, (2000) Manuel de sociocritique, Paris et Montréal: l’Harmattan.